# Frederick Dally

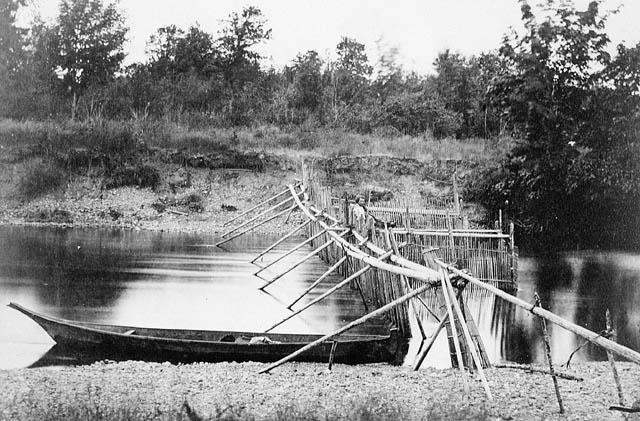
Lososový jez na řece Cowichan, 1866

Frederick Dally (29. července 1838 Southwark, Londýn – 28. července 1914 Wolverhampton) byl kanadský portrétní a krajinářský fotograf anglického původu, nejznámější svými pohledy na zlatá pole Cariboo v Britské Kolumbii. Společně s dalšími kanadskými fotografy jako byli například Edward Dosseter nebo Richard Maynard byli pověřeni vládními agenturami, včetně ministerstva indiánských záležitostí, aby provedli etnografické portrétování domorodých národů v Kanadě. Tyto fotografie byly prodávány a šířeny po celém světě. Fotografové osadníků, včetně série Drahokamy Britské Kolumbie od Hannah Maynardové, inzerovali koloniální hranici potenciálním nově příchozím bělochům.

## Životopis

### Mládí a Victoria
Narodil se 29. července 1838 v Southwarku, londýnské čtvrti v Anglii, jako nejmladší z devíti dětí. Studoval v Christ's Hospital v Londýně a vyučil se soukeníkem se specializací na len a vlnu. Ve věku 24 let emigroval do Kanady a v září 1862 dorazil do Victorie na Colony of Vancouver Island. Otevřel si obchod se smíšeným zbožím, o několik let později své zásoby prodal a v červnu roku 1866 založil fotografické studio a galerii. Jeho zakázky na fotografování ve Victorii byly různorodé, zahrnovaly portréty prominentních občanů, fotografie veřejných budov a pouličních scén a někdy fotografoval na žádost koloniálního úřadu. Také dokumentoval přítomnost vlády a královského námořnictva. Jeho přítelem byl fotograf a expert na metalurgii Francis George Claudet, syn módního londýnského fotografa Antoina Claudeta, který byl v Kanadě zastáncem Královské mincovny Royal Mint. Ústředním bodem Dallyho podnikání byl marketing portrétních carte de visite lidí z Prvních národů, včetně obrázků ze studií i z terénu. 

### Terénní exkurze

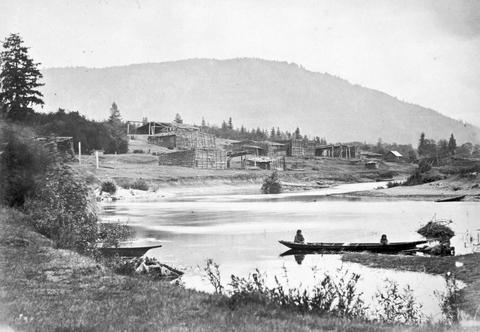
Vesnice Quamichan poblíž řeky Cowichan, 1866

V srpnu 1866 doprovázel Dally guvernéra ostrova Vancouver, Arthura Edwarda Kennedyho, na palubě lodi HMS Scout na jeho obeplutí ostrova Vancouver Island se zastávkami k prohlídce místních vesnic. Na západním pobřeží se mu podařilo pořídit pouze dva negativy, ale na východní straně měl lepší výsledky, fotografoval ve Fort Rupert, Comoxu, Cowichanu a Nanaimu. V Cowichanu pořídil pár fotografií lososových jezů, které jsou nejstaršími známými snímky. V pohledu pořízeném ve stejné lokalitě je možné vidět celou škálu Dallyho kompozičních schopností v jeho zobrazení vesnice Pobřežní Sališové Quamichan.
O dva roky později, v roce 1868, podnikl měsíční výlet po Cariboo Road do města Barkerville během zlaté horečky, kde fotografoval cestu i těžební nároky. Následující rok se vrátil do Barkerville. Tentokrát budoval studio, které bylo zničeno jen o několik týdnů později při požáru, který město zachvátil 16. září 1868. Dallyho rukopis je jediným dochovaným písemným popisem katastrofy. O necelé dva měsíce později byl zpět ve Victorii, kde pokračoval ve fotografování až do září 1870, kdy svou galerii prodal místní firmě Green Brothers. Někdy poté přešly jeho skleněné negativy a pravděpodobně i jeho zásoby tisků do rukou fotografů Victorie Richarda a Hannah Maynardových, kteří pak prodávali Dallyho snímky kopírované na jejich tiscích.

### Pozdější roky
Dally opustil Victorii v roce 1870, aby studoval stomatologii ve Filadelfii a o dva roky později se vrátil do Anglie, kde se věnoval zubní chirurgii až do svého odchodu do důchodu ve věku 71 let. Jeho zájem o Britskou Kolumbii nikdy neupadl a své odborné znalosti a sbírky nabídl Královské geografické společnosti a Britskému muzeu. V roce 1883 představil královně Viktorii album svých pohledů z Britské Kolumbie. Zemřel ve Wolverhamptonu 28. července 1914.

## Reputace
Má se za to, že Dally pořídil některé z nejlepších kanadských fotografií 60. let 19. století, a zejména jeho práce ve zlatých polích Cariboo a Barkerville je považována za vynikající. Podle přední autority na Dallyho, Joana Schwartze, „jeho vizuální záznam počátků Britské Kolumbie překonal záznamy svých současníků v uměleckých schopnostech, technických dovednostech a přitažlivosti na trhu“. Mnoho z jeho snímků bylo použito jako základ rytin pro obrazový tisk a jeho fotografie vozů tažených týmy deseti mul přes Cariboo Road byly použity k ilustraci knih o historii Britské Kolumbie.

## Galerie

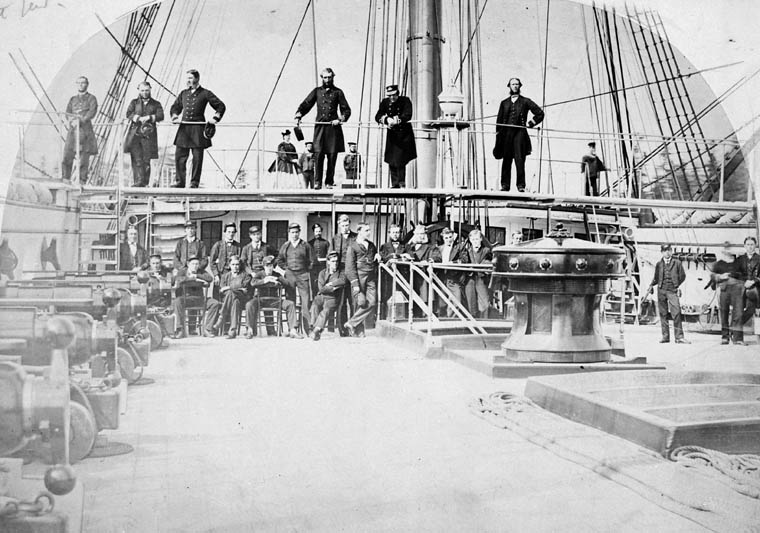
Důstojníci a posádka HMS Sutlej, 1866–1869
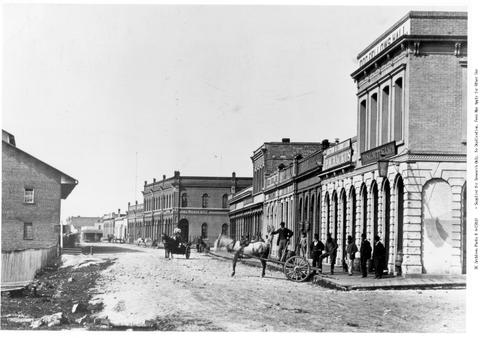
Pohled na sever na ulici Wharf z ulice Fort, Victoria, Britská Kolumbie, 1866–1870
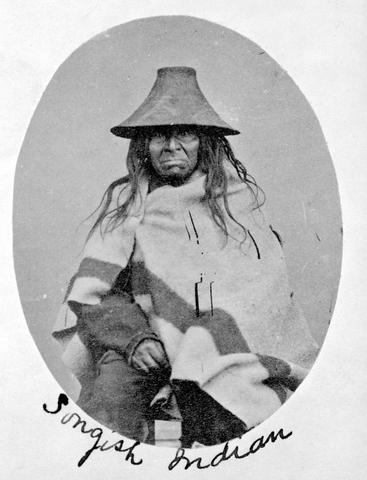
Příslušník kmene Songhees, První národy, 1866–1870
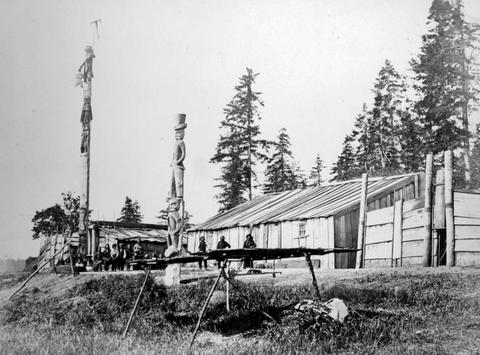
Totemy, Comox, Britská Kolumbie, 1866
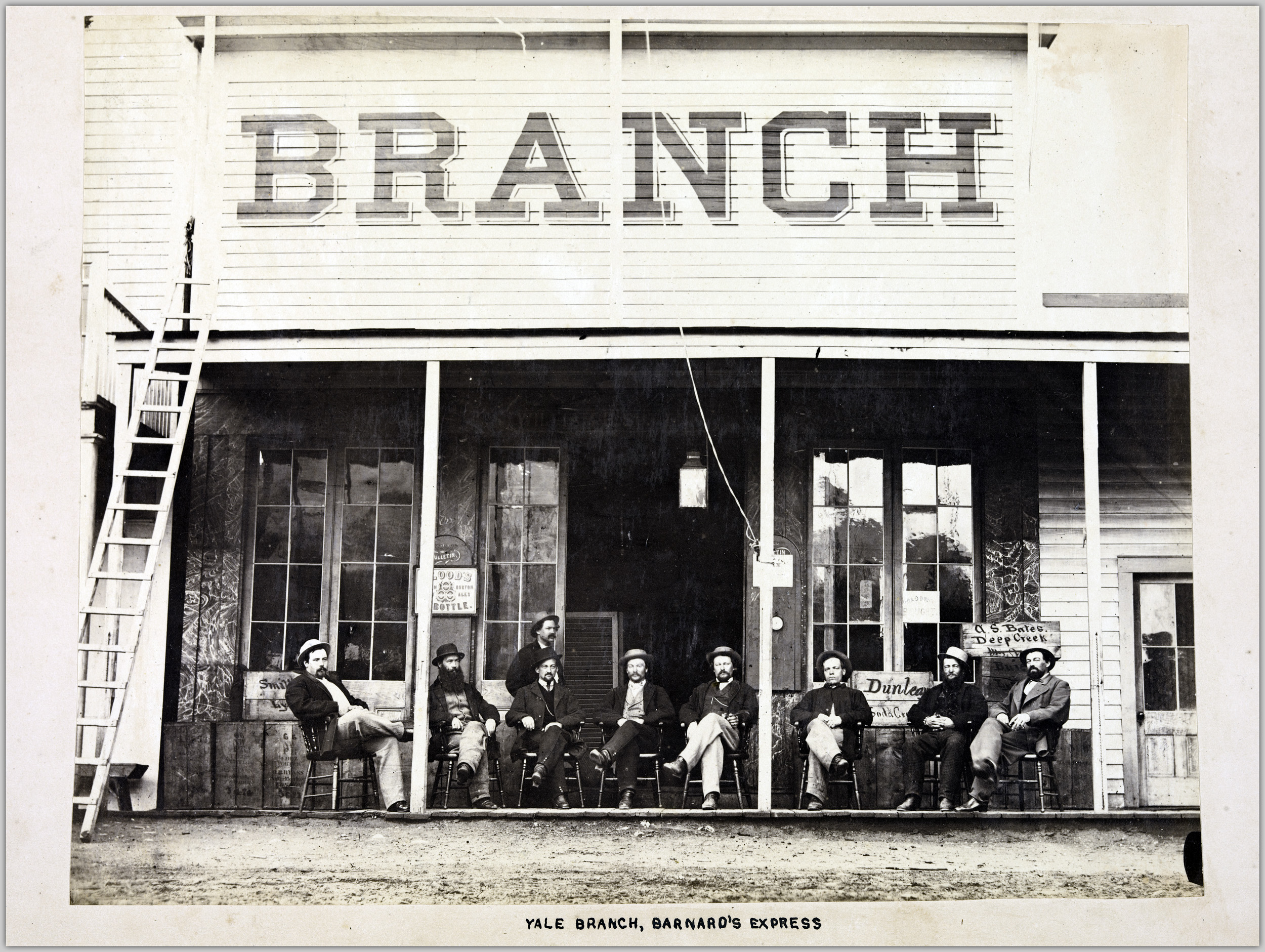
Barnard's Express, Yale, Britská Kolumbie, 1867–1868
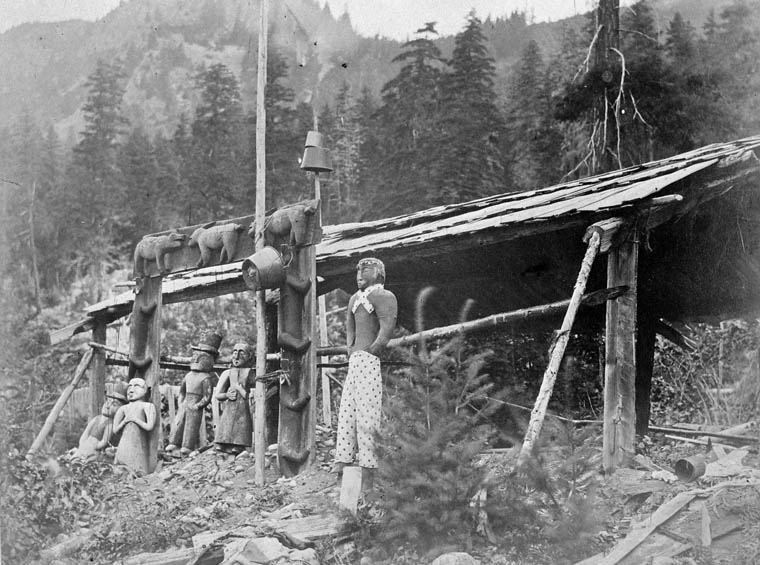
Hrob náčelníka Prvních národů v Chapman's Bar, Fraser River, 1867–1868
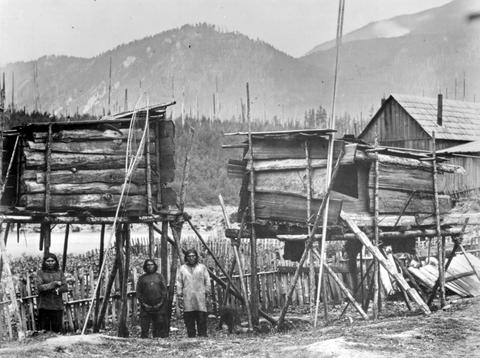
Lososové skrýše na řece Fraser, 1868
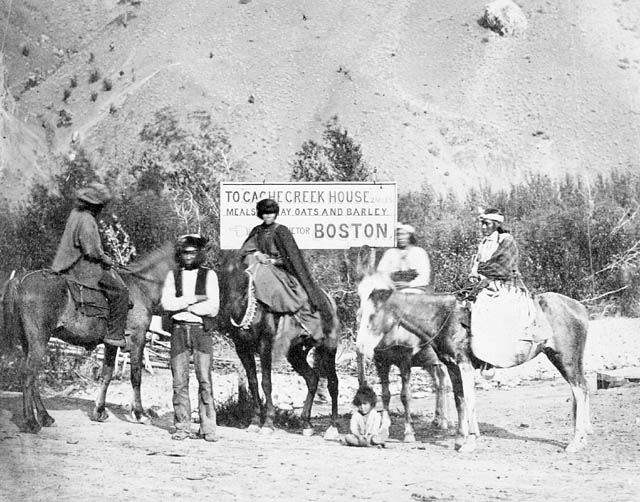
Cesta Cariboo Road, 1867–1868
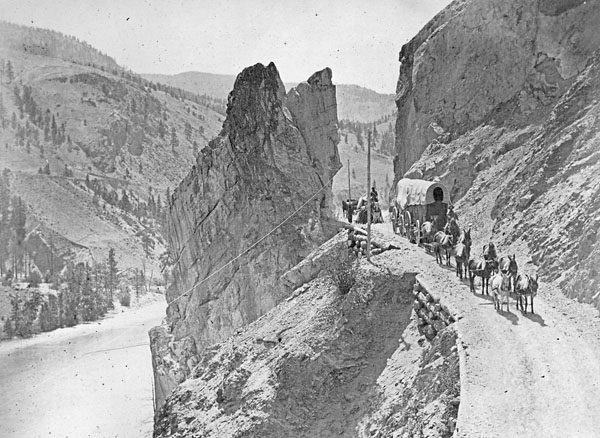
Nákladní vozy podél řeky Thompson, 1867–1868
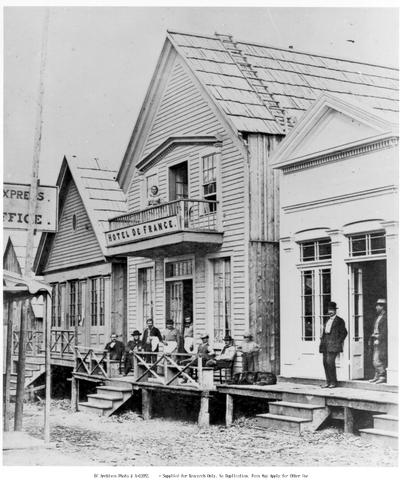
Hotel de France, Barkerville, 1867–1868
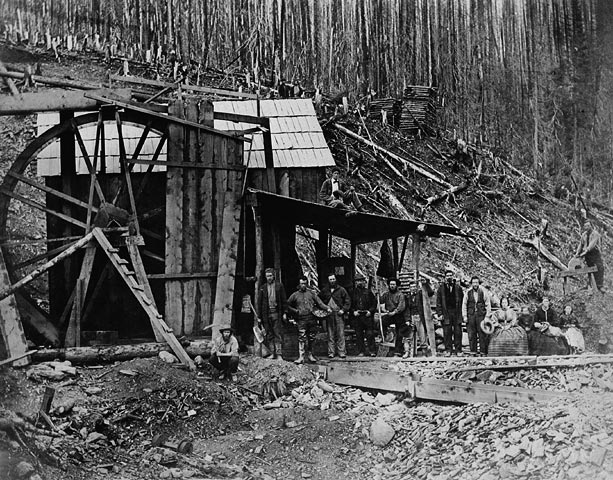
Společnost Alturas Gold Mining Company, Stout's Gulch, Lowhee Creek, 1867–1868
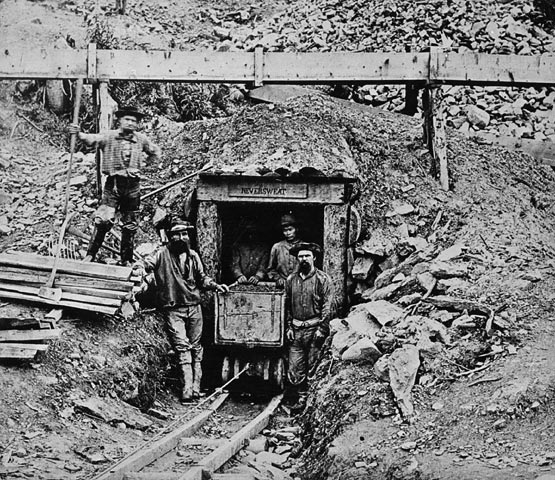
Tunel Never-Sweat Company, Williams Creek, 1867–1868
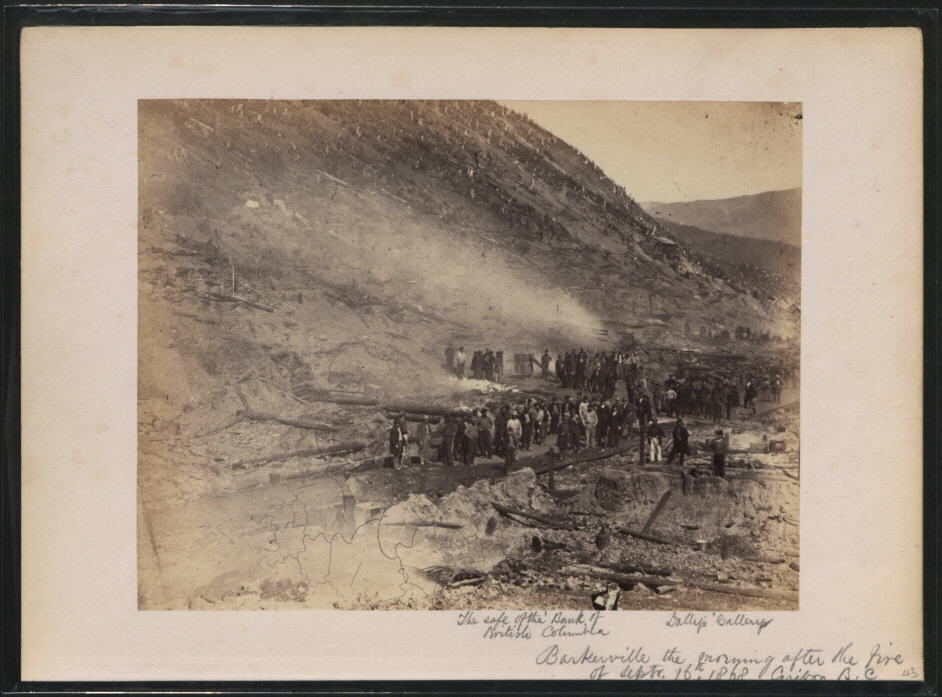
Barkerville po velkém požáru, 17. září 1868
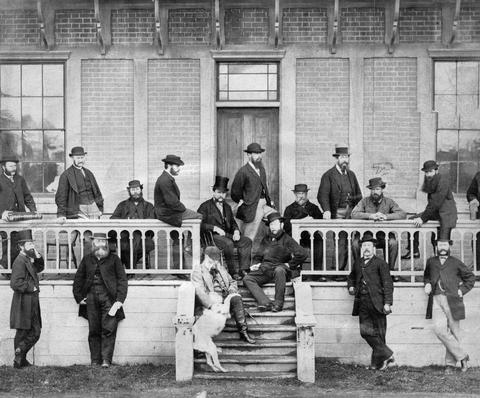
Členové prvního zákonodárného sboru Svazu dvou kolonií (Colony of British Columbia, 1866–71), před budovou British Columbia Parliament Buildings, Victoria, 1870